# Норт Јелм (Вашингтон)
Норт Јелм (енгл. North Yelm) насељено је место без административног статуса у америчкој савезној држави Вашингтон.

## Демографија
По попису из 2010. године број становника је 2.906, што је 113 (4,0%) становника више него 2000. године.
| Група             | 2000.         | 2010.         |
| Белци             | 2.440 (87,4%) | 2.381 (81,9%) |
| Афроамериканци    | 27 (1,0%)     | 51 (1,8%)     |
| Азијати           | 41 (1,5%)     | 74 (2,5%)     |
| Хиспаноамериканци | 112 (4,0%)    | 205 (7,1%)    |
| Укупно            | 2.793         | 2.906         |